# Гаурены (Яловенский район)
Гаурены (рум. Găureni, Гэурень) — село в Яловенском районе Молдавии. Наряду с селом Зымбрены входит в состав коммуны Зымбрены.

## География
Село расположено на высоте 66 метров над уровнем моря.
У села протекает река Ботна.

## Население
По данным переписи населения 2004 года, в селе Гэурень проживает 534 человека (257 мужчин, 277 женщин).
Этнический состав села:
| Национальность | Число жителей | Процентный состав |
| -------------- | ------------- | ----------------- |
| молдаване      | 532           | 99.63             |
| русские        | 2             | 0.37              |
| Всего          | 534           | 100%              |